# ليغيندز أوف وار
ليغيندز أوف وار (بالإنجليزية: Legends of War) ، هي لعبة فيديو إلكترونية من إنتاج شركة إنجيما سوفتوير برودكشنز الإسبانية سنة 2010 ، وهي لعبة من نوع الاستراتيجية تناوب الأدوار.

## وصلات خارجية
- Legends of War official website
- Enigma Software Productions official website
- Legends of War in  PlayStation official website نسخة محفوظة 25 ديسمبر 2015 على موقع واي باك مشين.